# Charles Ndaka Salabisala
Charles Ndaka Salabisala (* 4. Januar 1973 in Popokabaka) ist ein kongolesischer römisch-katholischer Geistlicher und Weihbischof in Kinshasa.

## Leben
Charles Ndaka Salabisala besuchte die Schule in Kasongo und absolvierte von 1991 bis 1992 ein Theologisches Propädeutikum in Popokabaka. Danach studierte er von 1993 bis 1996 Philosophie am Priesterseminar Saint Augustin in Kikwit und von 1996 bis 2000 Katholische Theologie am Priesterseminar Saint-Cyprien Mbuka in Kalonda. Ndaka Salabisala empfing am 9. September 2001 das Sakrament der Priesterweihe für das Bistum Popokabaka.
Nach der Priesterweihe war Charles Ndaka Salabisala zunächst als Pfarrvikar der Pfarrei St. Joseph in Imbela tätig, bevor er 2004 Pfarrvikar der Pfarrei Saints Pierre et Paul in Kasongo wurde. Von 2005 bis 2010 war er geistlicher Begleiter am propädeutischen Seminar in Popokabaka sowie Diözesankanzler und Sekretär des Bischofs. 2010 wurde Ndaka Salabisala für weiterführende Studien nach Spanien entsandt, wo er 2017 an der Universität Navarra in Pamplona im Fach Dogmatik promoviert wurde und einen Master im Fach Psychologie erwarb. Während seiner Studienzeit in Spanien war er zudem als Seelsorger in verschiedenen Pfarreien des Bistums Calahorra y La Calzada-Logroño tätig. 2017 wurde Charles Ndaka Salabisala Regens des Priesterseminars in Kikwit und Dekan der Theologischen Fakultät der Katholischen Universität von Grand Bandundu.
Am 29. Juni 2020 ernannte ihn Papst Franziskus zum Titularbischof von Liberalia und zum Weihbischof in Kinshasa. Der Erzbischof von Kinshasa, Fridolin Kardinal Ambongo Besungu OFMCap, spendete ihm sowie Jean-Crispin Kimbeni Ki Kanda und Vincent Tshomba Shamba Kotsho am 10. Oktober desselben Jahres die Bischofsweihe; Mitkonsekratoren waren der Apostolische Nuntius in der Demokratischen Republik Kongo, Erzbischof Ettore Balestrero, und der Erzbischof von Kisangani, Marcel Utembi Tapa.